# Bruno Andrade
Bruno Fernandes de Brito (São Bernardo do Campo, 2 maart 1989) is een Braziliaans voormalig profvoetballer die bij voorkeur als aanvaller speelde onder de voetbalnaam Bruno Andrade.

## Loopbaan
In zijn jeugd speelde hij bij Pão de Açúcar, waar hij ook debuteerde als senior. Hij werd verhuurd aan Reggina en Helmond Sport, dat hem in 2009 definitief vastlegde. Andrade maakte op 8 augustus 2008 zijn debuut in de Eerste divisie, tegen AGOVV. Na drie seizoenen spelen voor Helmond Sport tekende hij een contract voor drie seizoenen bij Sint-Truidense VV, op dat moment actief in de Eerste klasse. Op 16 juni 2013 maakte Willem II op haar website bekend serieuze interesse te hebben in de Braziliaanse aanvaller. Zijn teamgenoot bij Audax Rio de Laneiro Renan Zanelli onderging gelijktijdig een trainingsstage bij de club en kreeg, net als Andrade, een contract van Willem II aangeboden. Hij verruilde in 2013 Audax Rio de Janeiro voor Willem II, waar hij in mei 2015 zijn contract verlengde tot medio 2017.
Andrade werd bij Willem II direct basisspeler. Hij werd dat jaar met de club kampioen in de Eerste divisie en promoveerde met zijn ploeggenoten naar de Eredivisie. Daarin werd hij in het seizoen 2014/15 negende met Willem II, waarbij hij opnieuw het leeuwendeel van de wedstrijden speelde. Andrade begon ook in het seizoen 2015/16 als eerste keus, maar op 15 augustus 2015 (uit bij Ajax) liep hij tijdens een charge van Nemanja Gudelj een gebroken scheenbeen op. Het kostte hem zes maanden om hiervan te herstellen. Andrade maakte op 5 februari 2016 zijn rentree in het eerste van Willem II, toen hij uit bij Excelsior in de 79ste minuut inviel voor Lucas Andersen.
Hij verruilde Hapoel Kfar Saba in juli 2017 voor Birkirkara. In januari 2018 verliet hij de club, waarop hij voor anderhalf seizoen tekende bij Go Ahead Eagles.
In oktober 2021 beëindigde hij zijn spelersloopbaan en werd co-trainer van Willem II onder 21.

## Clubstatistieken
| Seizoen | Club              | Competitie            | Wedstr. | Doelp. |
| ------- | ----------------- | --------------------- | ------- | ------ |
| 2007    | Pão de Açúcar     | Série B               | 5       | 2      |
| 2008    | → Reggina Calcio  | Serie A               | 0       | 0      |
| 2008/09 | → Helmond Sport   | Eerste divisie        | 28      | 3      |
| 2009/10 | Helmond Sport     | Eerste divisie        | 28      | 5      |
| 2010/11 | Helmond Sport     | Eerste divisie        | 20      | 12     |
| 2011/12 | Sint-Truidense VV | Eerste klasse         | 0       | 0      |
| 2012/13 | Sint-Truidense VV | Tweede klasse         | 16      | 4      |
| 2013    | Audax Rio         | Série D               | 4       | 0      |
| 2013/14 | Willem II         | Eerste divisie        | 29      | 14     |
| 2014/15 | Willem II         | Eredivisie            | 27      | 4      |
| 2015/16 | Willem II         | Eredivisie            | 11      | 1      |
| 2016/17 | Willem II         | Eredivisie            | 9       | 0      |
| 2016/17 | Hapoel Kfar Saba  | Ligat Ha'Al           | 7       | 0      |
| 2017/18 | Birkirkara        | Premier League        | 11      | 2      |
| 2017/18 | Go Ahead Eagles   | Eerste divisie        | 13      | 1      |
| 2018/19 | Go Ahead Eagles   | Eerste divisie        | 11      | 2      |
| 2019/20 | FC Esperanza Pelt | Derde klasse amateurs | 20      | 3      |
| Totaal  |                   |                       | 239     | 53     |